# Совет народных представителей (Крым)
Совет народных представителей — коллегиальный государственный орган власти на Крымском полуострове в ноябре 1917 — январе 1918 на основе думского и земского представительства. Существовал одновременно с Директорией крымских татар и большевистским Крымским областным военно-революционным комитетом в Севастополе. Некоторое время существовало троевластие, но в январе большевики имея за собой крупные военные силы в ходе краткотечных боёв установили власть над всем Крымом. 

## История
Во 20 ноября 1917 года в Симферополе открылась чрезвычайная совещание губернских земских собраний Таврической губернии. В ее составе были представители различных партий, начиная от кадетов и заканчивая меньшевиками и эсерами (около 400 человек). На совещании было принято решение о создании из представителей городских дум, земств, общественных и политических организаций Совета народных представителей во главе с меньшевиком П. И. Новицким и присяжным поверенным К. К. Ворошиловым . В состав Совета народных представителей вошло 48 человек, в том числе: от городского самоуправления (городские думы) — 6 человек, от советов рабочих и солдатских депутатов — 6 (меньшевики и эсеры), от земств — 9, от советов крестьянских депутатов — 9 (все — эсеры), от профсоюзов — 2, от татарских комитетов — 3, от украинцев — 3, от великороссов — 2, от евреев и крымчаков — 2, от немцев — 2, от греков — 1, от армян — 1, от эстонцев — 1, от Крымского штаба — 1 лицо. Своей первоочередной задачей Совет народных представителей считал урегулирование экономической жизни края, снабжение населения необходимыми продуктами, борьбу с большевиками, запрет вывоза хлеба с полуострова в центр. Совет прекратил свое существование в январе 1918 в связи с захватом Крыма силами Крымского областного военно-революционного комитета. Некоторые члены совета были расстреляны в течение января—февраля 1918.

## Состав делегатов
В состав Совета народных представителей вошло 48 человек:
| Депутат                             | Квота                                 | Партийность        |
| ----------------------------------- | ------------------------------------- | ------------------ |
| Новицкий, Павел Иванович            | Совета рабочих и солдатских депутатов | РСДРП              |
| Лейбман, Бениямин Яковлевич         | Совета рабочих и солдатских депутатов | РСДРП              |
| Бундов П.                           | Совета рабочих и солдатских депутатов | РСДРП              |
| Жадановский, Борис Петрович         | Совета рабочих и солдатских депутатов | РСДРП              |
| Кравченко.                          | Совета рабочих и солдатских депутатов | Эсер               |
| Иванов Ф.                           | Совета рабочих и солдатских депутатов | Эсер               |
| Штвань И.                           | Совет крестьянских депутатов          | Эсер               |
| Дастье Е.                           | Совет крестьянских депутатов          | Эсер               |
| Мартынюк                            | Совет крестьянских депутатов          | Эсер               |
| Беляк                               | Совет крестьянских депутатов          | Эсер               |
| Курин                               | Совет крестьянских депутатов          | Эсер               |
| Поляков                             | Совет крестьянских депутатов          | Эсер               |
| Хаит, Матвей (Мордка) Абрамович     | Совет крестьянских депутатов          | Эсер               |
| Попов П.                            | Совет крестьянских депутатов          | Эсер               |
| Дидык                               | Совет крестьянских депутатов          |                    |
| Грачев В.                           | Губернский совет профсоюзов           | РСДРП              |
| Либин И.                            | Губернский совет профсоюзов           | РСДРП              |
| Дерман, Абрам Борисович             | Городские думы                        | Народный социалист |
| Бианки, Виктор Иванович             | Городские думы                        | РСДРП              |
| Борисов Н.                          | Городские думы                        | РСДРП              |
| Коровин Н.                          | Городские думы                        | РСДРП              |
| Киселенко, Наум Анисимович          | Городские думы                        | РСДРП              |
| Галлоп, Абрам Григорьевич           | Городские думы                        | РСДРП              |
| Яблонский Г.                        | Земства                               |                    |
| Мухарский                           | Земства                               |                    |
| Коломийцев Является.                | Земства                               |                    |
| Халитов А.                          | Земства                               |                    |
| Бердов И.                           | Земства                               |                    |
| Мусса Мурза Тайганский              | Земства                               |                    |
| Ворошилов Константин Константинович | Земства                               |                    |
| Бененсон М.                         | Земства                               |                    |
| Бобровский, Пётр Семенович          | Земства                               |                    |
| Старый                              | Украинская рада                       |                    |
| Андриевский Афанасий Михайлович     | Украинская рада                       | УПСР               |
| Амет Озенбашлы                      | Мусульманский исполнительный комитет  |                    |
| Ибрагим Хаттатов                    | Мусульманский исполнительный комитет  |                    |
| Искандер Аметов                     | Мусульманский исполнительный комитет  |                    |
| Тимзе, Яан                          | Эстонцы                               |                    |
| Гейне Артур Фридрихович             | Немцы                                 |                    |
| Коссарт Эдгард Артурович            | Немцы                                 |                    |
| "не установлен"                     | Русские                               |                    |
| "не установлен"                     | Русские                               |                    |
| Мурзаев Иван Георгиевич             | Армян                                 |                    |
| Левитан В. М.                       | Евреи и крымчаки                      |                    |
| Иткин А. Б.                         | Евреи и крымчаки                      | Поалей-Цион        |
| Уличев Юрий Кирьякович              | Греки                                 |                    |
| Селим Маметов                       | Крымский штаб                         |                    |

Также были избраны президиум РНП в составе 11 человек (председатель, по два делегата от земств, крымских татар и других национальностей, по одному — от советов и городского самоуправления).